# Bois-d’Amont (Szwajcaria)
Bois-d’Amont – szwajcarska gmina (fr. commune; niem. Gemeinde) w kantonie Fryburg, w okręgu Sarine. Powstała 1 stycznia 2021 z połączenia gmin Arconciel, Ependes oraz Senèdes.

## Demografia
W Bois-d’Amont mieszkają 2344 osoby. W 2020 roku 16,5% populacji gminy stanowiły osoby urodzone poza Szwajcarią.

## Transport
Przez teren gminy przebiega droga główna nr 180. 